# American Night
American Night è un film del 2021 diretto da Alessio Della Valle.
La pellicola, di genere neo-noir, è ambientata nel mondo dell'arte contemporanea di New York. Si tratta dell'esordio cinematografico del regista che è anche autore del soggetto e della sceneggiatura.

## Trama
Un corriere che trasporta la famosa Marilyn Rosa di Andy Warhol giunge a New York dove l'opera viene rubata. La sparizione di questo quadro innesca una serie di eventi che determina l'incontro fra Michael Rubino, boss della mafia newyorkese, il quale nutre il profondo desiderio di dedicare la propria vita alla pittura e diventare un noto artista, e John Kaplan, eccentrico mercante d'arte, reputato il miglior esperto in fatto di falsi pittorici. Da questo incontro, emergeranno una serie di problemi personali e legali fra i quali John Kaplan dovrà destreggiarsi per salvare sé stesso e la donna di cui è innamorato: Sarah Flores.

## Produzione

### Attori
Il vincitore del Golden Globe Jonathan Rhys Meyers ed Emile Hirsch interpretano i due personaggi principali, insieme a Paz Vega. Nel cast è presente anche Jeremy Piven, vincitore di un Golden Globe e di tre Emmy Awards. Sono presenti pure il popolare attore italiano Fortunato Cerlino, l'icona di stile francese Annabelle Belmondo, l'attrice asiatica Mara Lane Rhys Meyers e, per la prima volta sullo schermo, Alba Amira e la modella Lee Levi .
Nel film sono presenti i camei di Michael Madsen, Maria Grazia Cucinotta, Marco Leonardi e la pop star Anastacia, coautrice ed interprete della canzone (omonima al titolo del film) American Night.

### Artisti
Nel film sono presenti riferimenti a numerose discipline artistiche: la pittura (Andy Warhol, Mario Schifano), la scultura (Jeff Koons, Davide Dall'Osso, Andrea Roggi), la poesia (un brano di John Kaplan su Time Magazine), la musica dal vivo (Anastacia esegue la canzone American Night nella scena del Digital Disorder Club), la performance art (coreografia in maschera presente in una scena che si svolge per strada), e video art (Simon Thompson, Kouhei Nakama).
Per le riprese sono state utilizzate autentiche opere d'arte moderna, come quelle di Andy Warhol, di Mario Schifano e di Tullio Crali. Inoltre, sono state utilizzate pure autentiche opere d'arte contemporanea, quali sculture di Jeff Koons, di Davide Dall'Osso, di Emanuele Giannelli, di Anthony Moman, di Kouhei Nakama, di Andrea Roggi, nonché quadri di Gotti Bernhoft e Simon Thompson.

### Squadra tecnica
Il team tecnico è stato composto dal montatore, vincitore di un premio Oscar, Zach Staenberg (Matrix I, II, III, Lord of War, Mongol); dal direttore della fotografia: Ben Nott (La vedova Winchester, La battaglia di Long Tan); dalla costumista, vincitrice del David di Donatello, Nicoletta Taranta (L'incredibile storia dell'Isola delle Rose, A Ciambra, 5 è il numero perfetto, Romanzo criminale); dalla scenografa Francesca Fezzi (Quel bravo ragazzo, Scappo a casa); dal tecnico del suono, il tre volte candidato al premio Oscar, David Giammarco (Ford vs Ferrari, Quel treno per Yuma, The Amazing Spiderman, Logan: The Wolverine); dal sound designer Laurent Kossayan (Cattivi ragazzi per la vita, saga di Harry Potter, Il favoloso mondo di Amélie) e dal supervisore agli effetti visivi, Craig Lyn (X-Men, Il cavaliere oscuro, La leggenda del cacciatore di vampiri). I titoli del film sono stati progettati dall'agenzia creativa "yU+co" con sede a Los Angeles, più nello specifico sono opera dell'artista e designer Garson Yu (Watchmen, Vita di Pi, Justice League, Mulan).

### Sceneggiatura
Nell'ottobre 2021, l'A.M.P.A.S (Academy of Motion Picture Arts and Sciences) ha richiesto una copia della sceneggiatura al fine di conservarla nella sua collezione. La sceneggiatura di American Night, inoltre, fa ora parte della Core Collection permanente e della Margaret Herrick Library.

## Distribuzione

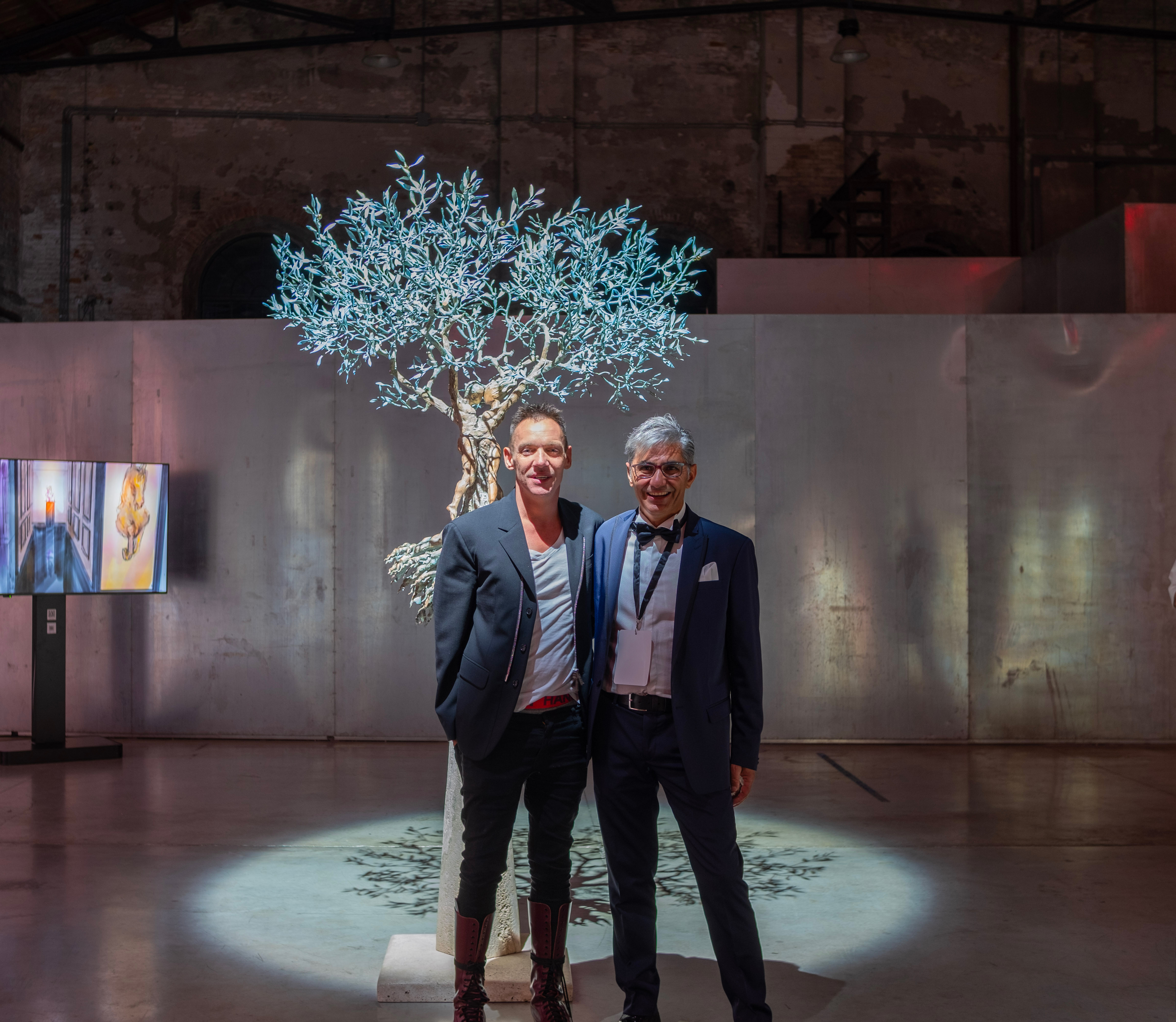
Jonathan Rhys Meyers (a sinistra) e Andrea Roggi (a destra) presso Campari Boat - In Cinema in occasione della presentazione del film alla 78ª Mostra del Cinema di Venezia.

Nell'agosto 2021 è stato annunciato che Saban Films ha acquisito i diritti di distribuzione del film in Nord America.
Il film è stato presentato in anteprima mondiale durante la 78ª Mostra del Cinema di Venezia, il 9 settembre 2021, con una proiezione speciale al Campari Boat - In Cinema, sopra una piattaforma galleggiante costruita per l'occasione sulla laguna di Venezia. Prima della proiezione, si è tenuta l'inaugurazione della mostra di tutti i dipinti e di tutte le sculture presenti nel film presso l'Arsenale di Venezia. In quell'occasione, la pop star Anastacia ha eseguito dal vivo, sul palco galleggiante della laguna di Venezia, la canzone American Night, presente anche nel film.
Il lungometraggio è stato distribuito nelle sale negli Stati Uniti, tra cui New York, Los Angeles, Chicago, Orlando, Phoenix, Houston, Detroit, Dallas, Filadelfia, Kansas City e Minneapolis.
Il film è stato distribuito nelle sale italiane il 19 maggio 2022.

## Colonna sonora
Il compositore, due volte candidato al premio Oscar, Marco Beltrami (The Hurt Locker, 3:10 to Yuma, Logan, World War Z, I, Robot, Venom: Let There Be Carnage) ha composto le colonne sonore originali insieme a Ceiri Torjussen.
La pop star internazionale Anastacia ha scritto per il film la canzone del titolo American Night.